# L'Invitation au voyage (film)
Pour plus de détails, voir Fiche technique et Distribution.
L'Invitation au voyage est un film muet français réalisé par Germaine Dulac, sorti en 1927.

## Synopsis
Une femme, lasse de la routine familiale et d'un mari toujours en voyage d'affaires, s'aventure un soir dans le cabaret "L'invitation au voyage", fréquenté par des marins et des femmes à la mode. Son regard croise celui d'un jeune officier. Ils dansent ensemble, il lui fait la cour, elle commence à rêver à une autre vie, loin, dans un pays exotique, jusqu’à ce que le marin remarque la photographie de son enfant dans un médaillon qu’elle perd. Il répond alors à l'invitation d'une entraîneuse et la jeune femme est obligée de revenir à la réalité de sa vie ordinaire.

## Fiche technique
- Titre original : L'Invitation au voyage
- Réalisation : Germaine Dulac
- Assistance réalisation : Marie-Anne Colson-Malleville
- Scénario : Germaine Dulac et Irène Hillel-Erlanger, d'après L'Invitation au voyage de Charles Baudelaire
- Décors : César Silvagni
- Photographie : Paul Guichard, Lucien Bellavoine
- Musique : Catherine Milliken (composée en 2002)
- Production : Germaine Dulac
- Pays de production :  France
- Langue originale : français
- Format : Noir et blanc  — 35 mm — 1,37:1 — Film muet
- Genre : Film dramatique
- Durée : 40 minutes
- Dates de sortie : 
  - France : décembre 1927

## Distribution
- Emma Gynt : la femme
- Raymond Dubreuil : le marin
- Robert Mirfeuil : le fêtard
- Paul Lorbert : un marin
- Tania Daleyme
- Djemil Anik
- Lucien Bataille